# サンダーク
サンダーク（ミシュナー・ヘブライ語：sandaq, アシュケナジム式ヘブライ語（イディッシュ語）：sandok, sandek, sandik）は、ベリート・ミーラー（割礼式）において、割礼の際に、乳児を膝に載せて抱く役割を持つ者のこと。祖父・ラビなどが行う。
英語ではカトリックの代父（名親）から取り、ゴッドファザー godfather の用語が当てられる。この役割の者が、名付け親となることもある。